# مایکوو (استان اشوی‌داشکسیه)
مایکوو (به لهستانی: Majków) یک منطقهٔ مسکونی در لهستان است که در گمینا سکارژسکو کوشچیلنه واقع شده‌است. مایکوو ۹۴۸ نفر جمعیت دارد و ۲۵۰ متر بالاتر از سطح دریا واقع شده‌است.